# Quadtstraße 11 (Mönchengladbach)

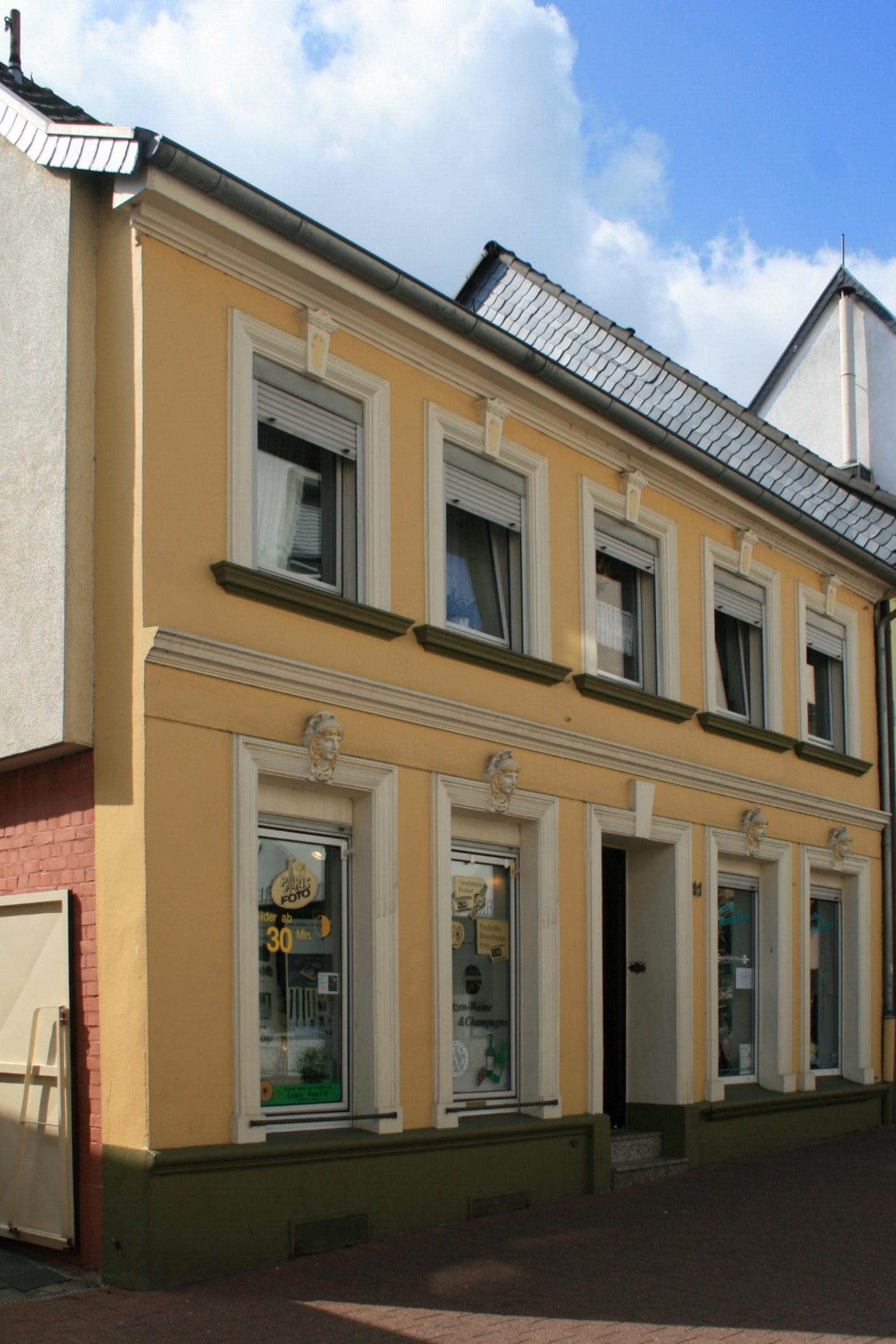
Wohngeschäftshaus (2010)

Das Wohngeschäftshaus Quadtstraße 11 steht im Stadtteil Wickrath in Mönchengladbach (Nordrhein-Westfalen).
Das Gebäude wurde um die Jahrhundertwende erbaut. Es wurde unter Nr. Q 001 am 2. Juni 1987 in die Denkmalliste der Stadt Mönchengladbach eingetragen.

## Architektur
Es handelt sich um ein zweigeschossiges, Fachwerkwohnhaus mit Satteldach, das wahrscheinlich um die Jahrhundertwende errichtet wurde. Das freistehende Wohnhaus zeigt einfache Fassadenstuckierungen in fünf Achsen in zwei glattgeputzten Geschossen. Das Haus ist aus stadtteilhistorischen Gründen denkmalwert.